# Reiner Schöne
Reiner Schöne (n. 19 ianuarie, Fritzlar) este un actor german. Este cel mai notabil pentru rolurile: Dukhat în serialul Babylon 5, Shinnok în Mortal Kombat: Annihilation, Esoqq în episodul Star Trek: Generația următoare "Allegiance" sau Kolitar din serialul TV Călătorii în lumi paralele.

## Filmografie parțială
- Ice Planet (2003) - Senator Jeremy Uvan

## Legături externe
- Reiner Schöne la Internet Movie Database
- en Reiner Schöne la Memory Alpha (site wiki pentru Star Trek)

1. ↑  Czech National Authority Database, accesat în 1 martie 2022